# Shirakamut
Shirakamut är en ort i Armenien.   Den ligger i provinsen Lori, i den nordvästra delen av landet, 80 kilometer norr om huvudstaden Jerevan. Shirakamut ligger 1 766 meter över havet och antalet invånare är 2 008.
Terrängen runt Shirakamut är kuperad. Närmaste större samhälle är Spitak, 10,1 kilometer öster om Shirakamut.
Trakten runt Shirakamut består i huvudsak av gräsmarker. Runt Shirakamut är det ganska tätbefolkat, med 96 invånare per kvadratkilometer.